# HTC Tornado
HTC Tornado（研發代號），是台灣宏達電公司所推出的智慧型手機，全球第一部內建Wi-Fi功能手機，Hurricane的升級版，2005年10月於歐洲首度發表，可分為三個版本HTC Tempo（又稱HTC Noble），HTC Hertz，HTC Faraday。區別在於前兩者內建Wi-Fi，而HTC Tempo（HTC Noble）設计有多媒體按鍵。
客製版本：
HTC Tempo（HTC Noble）：Qtek 8300，Dopod 586W，i-mate SP5m，T-Mobile SDA（美國版）
HTC Hertz：Qtek 8310，Dopod 577W，Vodafone VDA II，O2 Xda IQ，O2 Xda Orion，i-mate SP5，Vodafone v1240，Swisscom XPA v1240
HTC Faraday：Qtek A8300，Orange SPV C600，Cingular 2125

## HTC Tempo技術規格
- 處理器：TI OMAP850 195MHz
- 作業系統：Windows Mobile 5.0 Smartphone Edition
- 記憶體：ROM：64MB，RAM：64MB
- 尺寸：107.54mm X 46.2mm X 17mm
- 重量：106g（含電池）
- 功能按鍵：五向導航鍵、照相鍵、通訊管理員鍵、音量調整鍵、Internet Explorer键、播放前一曲、播放下一曲及播放／暂停／停止键
- 螢幕：QVGA 解析度、2.2 吋 TFT-LCD 螢幕
- 網路：GSM/GPRS/EDGE
- 藍牙：Bluetooth 1.2
- Wi-Fi：IEEE 802.11 b
- 相機：130萬畫素相機，支援自動對焦功能
- 電池：1150mAh充電式鋰或鋰聚合物電池

## HTC Hertz技術規格
- 處理器：TI OMAP850 195MHz
- 作業系統：Windows Mobile 5.0 Smartphone Edition
- 記憶體：ROM：64MB，RAM：64MB
- 尺寸：107.5mm X 46.2mm X 17.5mm
- 重量：106g（含電池）
- 功能按鍵：五向導航鍵、照相鍵、通訊管理員鍵、音量調整鍵、Internet Explorer鍵
- 螢幕：QVGA 解析度、2.2 吋 TFT-LCD 螢幕
- 網路：GSM/GPRS/EDGE
- 藍牙：Bluetooth 1.2
- Wi-Fi：IEEE 802.11 b
- 相機：130萬畫素相機，支援自動對焦功能
- 電池：1150mAh充電式鋰或鋰聚合物電池

## HTC Faraday技術規格
- 處理器：TI OMAP850 195MHz
- 作業系統：Windows Mobile 5.0 Smartphone Edition
- 記憶體：ROM：64MB，RAM：64MB
- 尺寸：107.5mm X 46mm X 17.5mm
- 重量：106g（含電池）
- 功能按鍵：五向導航鍵、照相鍵、通訊管理員鍵、音量調整鍵
- 螢幕：QVGA 解析度、2.2 吋 TFT-LCD 螢幕
- 網路：GSM/GPRS/EDGE
- 藍牙：Bluetooth 1.2
- 相機：130萬畫素相機，支援自動對焦功能
- 電池：1150mAh充電式鋰或鋰聚合物電池

## 外部連結
- HTC（页面存档备份，存于）
- Qtek
- Dopod